# Copa Intercontinental Centenário Sub-20
A Copa Intercontinental Centenário Sub-20 foi um torneio de futebol realizado no caráter intercontinental e disputado no Peru, afim de premiar o melhor clube do mundo da categoria. Foram disputados seis campeonatos em Lima, onde jogaram grandes equipes mundialmente famosas como Ajax, São Paulo, Boca Juniors, Internazionale, Bayer Leverkusen, Chivas Guadalajara, entre outros. A competição era patrocinada por Backus & Johnston e Cable Magico (agora Movistar TV), é o torneio predecessor da categoria Sub-20 na América.

## Regulamento
As 12 equipes participantes eram divididas em três grupos de quatro. Classificavam-se para a fase final as três equipes melhores colocadas em cada grupo e o melhor segundo colocado. Os dois vencedores das semifinais disputaram a final e os perdedores disputavam o terceiro lugar.